# Литвански језик
Литвански (литв. lietuvių kalba) је језик из групе источних балтичких језика из породице индоевропских језика. Најсличнији језик литванском је летонски, и уједно ова два језика су једина два жива балтичка језика.
У свету литвански говори око 4 милиона људи, од тога 3 милиона у Литванији (80% становништва). Уласком Литваније у Европску унију, велики број Литванаца је отишао на запад, тако да их данас само у Ирској има 120.000.
Литвански језик обухвата две групе дијалеката северне (žemaitique), и јужне (aukštaitique). Јужни дијалекти, познати и као „високи“, основа су савременог књижевног језика.

## Историја
Литвански језик још увек садржи неке фонетске и морфолошке особине прото индоевропског језика и стога је веома значајан за лингвистичка истраживања. Ово је најближи језички рођак праиндоевропског језика. Језички историчари сматрају да се прото-балтички језик издвојио од осталих индоевропских језика око 1000 година п. н. е.
Одвајање литванског од летонског језика се збило негде у 7. или 8. веку.
Први текст на литванском је превод црквених химни из 1545. Све до 19-ог века било је мало књига на литванском, а и тад је литвански забрањиван од стране руских власти. Литвански је постао званични језик Литваније 1918.

## Карактеристике
Писани литвански има 12 самогласника и 20 сугласника. Акценат је слободан и може мењати место. Алфабет има 32 слова: A Ą B C Č D E Ę Ė F G H I Į Y J K L M N O P R S Š T U Ų Ū V Z Ž. Пише се латиничним писмом.
Литвански има веома сложена граматичка правила. Има најсложенији систем партиципа од свих индоевропских језика, који укључује активне, пасивне и герундивне форме.
У литванском језику постоје два граматичка рода: мушки и женски. Не постоји средњи род, али постоје неке форме које потичу од некадашњег средњег рода, на пример атрибутивни придеви. Литвански има пет именичних и три придевске деклинације и три глаголске конјугације. Постојање деклинација омогућава слободан ред речи у реченици.
Литвански језик има 7 падежа: номинатив, генитив, датив, акузатив, инструментал, локатив, и вокатив (попут српског језика). Још два падежна облика се повремено користе, илатив и алатив. Некада се користио и адесив, који је данас изумро.
Литвански језик има јако очуван првобитни фонд речи, што се види из поређења са древним језицима. Рецимо, речи sūnus (син) и avis (овца) су идентичне у санскриту и литванском језику, док се многе друге мало разликују: dūmas/dhumas (дим), vilkas/vrkas (вук). Сличност постоји и са латинским језиком: vyras/vir (човек), ariu/aro (орем), du/duo (два), septyni/septem (седам) итд.
Званична језичка политика је да се радије измишљају нове речи, него да се преузимају стране.

## Граматика

#### Глаголи
Конјугација у презенту
|        | dirbti = радити | norėti = хтети | skaityti = читати |
| ------ | --------------- | -------------- | ----------------- |
| 1. sg. | dirbu           | noriu          | skaitau           |
| 2. sg. | dirbi           | nori           | skaitai           |
| 3. sg. | dirba           | nori           | skaito            |
| 1. pl. | dirbame         | norime         | skaitome          |
| 2. pl. | dirbate         | norite         | skaitote          |
| 3. pl  | dirba           | nori           | skaito            |

Претеритум
|        | dirbti = радити | norėti = хтети | skaityti = читати                        |
| ------ | --------------- | -------------- | ---------------------------------------- |
| 1. sg. | dirbau          | norėjau        | skaičiau (палатализација - африката t→č) |
| 2. sg. | dirbai          | norėjai        | skaitei                                  |
| 3. sg. | dirbo           | norėji         | skaitė                                   |
| 1. pl. | dirbome         | norėjome       | skaitėme                                 |
| 2. pl. | dirbote         | norėjote       | skaitėte                                 |
| 3. pl  | dirbo           | norėjo         | skaitė                                   |

Будуће време - инфинитив без суфикса -ti + s + суфикс.
|        | dirbti = радити | norėti = хтети | skaityti = читати |
| ------ | --------------- | -------------- | ----------------- |
| 1. sg. | dirb-s-iu       | norė-s-iu      | skaity-s-iu       |
| 2. sg. | dirb-s-i        | norė-s-i       | skaity-s-i        |
| 3. sg. | dirb-s          | norė-s         | skaity-s          |
| 1. pl. | dirb-s-ime      | norė-s-ime     | skaity-s-ime      |
| 2. pl. | dirb-s-ite      | norė-s-ite     | skaity-s-ite      |
| 3. pl  | dirb-s          | norė-s         | skaity-s          |

Фреквентатив - инфинитив без суфикса -ti + dav + суфикс.
|        | dirbti = радити | norėti = хтети | skaityti = читати |
| ------ | --------------- | -------------- | ----------------- |
| 1. sg. | dirb-dav-au     | norė-dav-au    | skaity-dav-au     |
| 2. sg. | dirb-dav-ai     | norė-dav-ai    | skaity-dav-ai     |
| 3. sg. | dirb-dav-o      | norė-dav-o     | skaity-dav-o      |
| 1. pl. | dirb-dav-ome    | norė-dav-ome   | skaity-dav-ome    |
| 2. pl. | dirb-dav-ote    | norė-dav-ote   | skaity-dav-ote    |
| 3. pl  | dirb-dav-o      | norė-dav-o     | skaity-dav-o      |

#### Кондиционал
|        | dirbti = радити    | norėti = хтети     | skaityti = читати    |
| ------ | ------------------ | ------------------ | -------------------- |
| 1. sg. | dirb-č-iau         | norė-č-iau         | skaity-č-iau         |
| 2. sg. | dirb-t-um(ei)      | norė-t-um(ei)      | skaity-t-um(ei)      |
| 3. sg. | dirb-t-ų           | norė-t-ų           | skaity-t-ų           |
| 1. pl. | dirb-t-ume / umėme | norė-t-ume / umėme | skaity-t-ume / umėme |
| 2. pl. | dirb-t-ute / umėte | norė-t-ute / umėte | skaity-t-ute / umėte |
| 3. pl  | dirb-t-ų           | norė-t-ų           | skaity-t-ų           |

#### Императив
|        | dirbti = радити | norėti = хтети | skaityti = читати |
| ------ | --------------- | -------------- | ----------------- |
| 1. sg. | –               | –              | –                 |
| 2. sg. | dirb-k          | norė-k         | skaity-k          |
| 3. sg. | tegu + презент  | tegu + презент | tegu + презент    |
| 1. pl. | dirb-k-ime      | norė-k-ime     | skaity-k-ime      |
| 2. pl. | dirb-k-ite      | norė-k-ite     | skaity-k-ite      |
| 3. pl  | tegu + презент  | tegu + презент | tegu + презент    |

## Бројеви
| број | литвански          |
| ---- | ------------------ |
| 1    | vienas             |
| 2    | du, dvi            |
| 3    | trys               |
| 4    | keturi, keturios   |
| 5    | penki, penkios     |
| 6    | šeši, šešios       |
| 7    | septyni, septynios |
| 8    | aštuoni, aštuonios |
| 9    | devyni, devynios   |
| 10   | dešimt             |
| 11   | vienuolika         |
| 12   | dvylika            |
| 13   | trylika            |
| 14   | keturiolika        |
| 15   | penkiolika         |
| 16   | šešiolika          |
| 17   | septyniolika       |
| 18   | aštuoniolika       |
| 19   | devyniolika        |
| 20   | dvydešimt          |
| 30   | trysdešimt         |
| 40   | keturiasdešimt     |
| 50   | penkiasdešimt      |
| 60   | šešiasdešimt       |
| 70   | septyniasdešimt    |
| 80   | aštuoniasdešimt    |
| 90   | devyniasdešimt     |
| 100  | šimtas             |
| 1000 | tūkstantis         |

## Пример текста
Члан 1 Универзалне декларације о људским правима
```
-{Visi žmonės gimsta laisvi ir lygūs savo orumu ir teisėmis. 
Jiems suteiktas protas ir sąžinė ir jie turi elgtis 
vienas kito atžvilgiu kaip broliai.}-

```

### Месеци у години
-{Sausis, Vasaris, Kovas, Balandis, Gegužė, Birželis, 

Liepa, Rugpjūtis, Rugsėjis, Spalis, Lapkritis, Gruodis}-

### Основни изрази
- - да
- - не
- - хвала
- - говорите ли српски?
- - здраво